# Diplomystes
Diplomystes és un gènere de la família de les Diplomystidae, una família primitiva de peix gat del (ordre dels Siluriformes). Diplomystes és particularment interessant per ser basal a un grup de peixos gats.

## Taxonomia
- Diplomystes camposensis Arratia, 1987
- Diplomystes chilensis (Molina, 1782)
- Diplomystes nahuelbutaensis Arratia, 1987